# Microphthalma disjuncta
Microphthalma disjuncta là một loài ruồi trong họ Tachinidae.